# Milaan-San Remo 1914
Milaan-San Remo 1914 is een wielerwedstrijd die op 5 april 1914 werd gehouden in Italië. Het parcours van deze editie was 286,5 km lang.  De winnaar legde de afstand af in 11u.33'00" aan een gemiddelde snelheid van 24,822 km/u. De weersomstandigheden waren eerst regen en later droog. Bij deze editie kwamen 42 van de 72 vertrokken renners aan.  
De Italiaan Ugo Agostoni won in een sprint van 12 deelnemers. Hij liet zijn achterwiel zien aan zijn landgenoot Carlo Galetti die tweede eindigde. Derde was de Fransman Charles Crupelandt, vierde de Fransman Jean Alavoine en vijfde was de Italiaan Giuseppe Santha.
De renners verlieten Milaan in natte omstandigheden. Bij de beklemming van de Passo del Turchino nam Henri Péllisier de eerste positie in om de berg te beklimmen. Maar aan de ingang van de tunnel namen Jean Alavoine en Ivor Munroe de leiding over, om naar de top te gaan. Bij de afdaling werd de achtervolging ingezet door Vincenzo Borgarello, Ugo Agostoni en Lorenzo Saccone. In de finale geraakten 12 renners weg om naar de sprint te gaan.

## Deelnemende ploegen
| Deelnemende teams    | Deelnemende teams | Deelnemende teams       |
| -------------------- | ----------------- | ----------------------- |
| Maino-Dunlop         | Bianchi-Pirelli   | La Française-Hutchinson |
| Peugeot-Wolber       | Ganna-Dunlop      | Atala-Dunlop            |
| Stucchi-Dunlop       | Globo-Dunlop      | Dei-Pirelli             |
| Automoto-Continental | Phebus-Dunlop     | Alcyon-Soly             |

## Uitslag
| Milaan-San Remo 1914 |                     |                         |           |
| Plaats               | Naam                | Ploeg                   | tijd      |
| Winnaar              | Ugo Agostoni        | Bianchi-Dunlop          | 10u32'32" |
| 2                    | Carlo Galetti       | Bianchi-Pirelli         | z.t.      |
| 3                    | Charles Crupelandt  | La Française-Hutchinson | z.t.      |
| 4                    | Jean Alavoine       | Peugeot-Wolber          | z.t.      |
| 5                    | Giuseppe Santhià    | Ganna-Dunlop            | z.t.      |
| 6                    | Luigi Ganna         | Ganna-Dunlop            | z.t.      |
| 7                    | Luigi Lucotti       | Maino-Dunlop            | z.t.      |
| 8                    | Vincenzo Borgarello | Atala-Dunlop            | z.t.      |
| 9                    | Donald Kirkham      | Atala-Dunlop            | z.t.      |
| 10                   | Alfonso Calzolari   | Stucchi                 | z.t.      |
| 11                   | Giuseppe Pifferi    | Peugeot-Wolber          | z.t.      |
| 12                   | Carlo Oriani        | Bianchi-Pirelli         | z.t.      |
| 13                   | Jules Masselis      | La Française-Hutchinson |           |
| 14                   | Romolo Verde        | Maino-Dunlop            |           |
| 15                   | Rinaldo Spinelli    | Globo-Dunlop            |           |
| 16                   | Angelo Gremo        | Peugeot-Wolber          |           |
| 17                   | Costante Girardengo | Maino-Dunlop            |           |
| 18                   | Lorenzo Saccone     | Bianchi-Pirelli         |           |
| 19                   | Dario Beni          | Peugeot-Wolber          |           |
| 20                   | Giuseppe Azzini     | Bianchi-Pirelli         |           |

1907 · 1908 · 1909 · 1910 · 1911 · 1912 · 1913 · 1914 · 1915 · 1916 · 1917 · 1918 · 1919 · 1920 · 1921 · 1922 · 1923 · 1924 · 1925 · 1926 · 1927 · 1928 · 1929 · 1930 · 1931 · 1932 · 1933 · 1934 · 1935 · 1936 · 1937 · 1938 · 1939 · 1940 · 1941 · 1942 · 1943 · 1944 · 1945 · 1946 · 1947 · 1948 · 1949 · 1950 · 1951 · 1952 · 1953 · 1954 · 1955 · 1956 · 1957 · 1958 · 1959 · 1960 · 1961 · 1962 · 1963 · 1964 · 1965 · 1966 · 1967 · 1968 · 1969 · 1970 · 1971 · 1972 · 1973 · 1974 · 1975 · 1976 · 1977 · 1978 · 1979 · 1980 · 1981 · 1982 · 1983 · 1984 · 1985 · 1986 · 1987 · 1988 · 1989 · 1990 · 1991 · 1992 · 1993 · 1994 · 1995 · 1996 · 1997 · 1998 · 1999 · 2000 · 2001 · 2002 · 2003 · 2004 · 2005 · 2006 · 2007 · 2008 · 2009 · 2010 · 2011 · 2012 · 2013 · 2014 · 2015 · 2016 · 2017 · 2018 · 2019 · 2020 · 2021 · 2022 · 2023 · 2024 · 2025
Lijst van beklimmingen